# Cryptologa nystalea
Cryptologa nystalea är en fjärilsart som beskrevs av Fletcher 1921. Cryptologa nystalea ingår i släktet Cryptologa och familjen styltmalar. Inga underarter finns listade i Catalogue of Life.